# Association française de normalisation
Die Association française de normalisation (AFNOR) ist die offizielle französische Stelle für die Normung. Sie ist Mitglied sowohl der ISO als auch des Europäischen Komitees für Normung.
Gegründet wurde sie 1926 als eingetragener Verein (Association Loi 1901) französischer Unternehmen. Ein Erlass des Industrieministeriums verleiht AFNOR die exklusive Befugnis, „Normen“ zu billigen.
Die AFNOR Group besitzt ein Netzwerk wichtiger Partner. Diese sind DQS (Deutschland), DS (Dänemark), JQA (Japan), QMI (Nordamerika), SQS (Schweiz), APAVE/CPM (APAVE Lyonnaise / CPM Instituto Ricerche Prove Analisi (Medical devices)), COFRAC (Comité Français d'Accréditation), COPREC (Confédération des organismes indépendants tierce partie de prévention, de contrôle et d'inspection), CSTB (Centre Scientifique et Technique du Bâtiment), FCBA (Institut Technologique Forêt Cellulose Bois-construction Ameublement) und CERIB (Centre d'études et de recherches de l'industrie du béton).
Im Zuge der 2004 erfolgten Fusion der AFNOR mit der Association française pour l'assurance de la qualité (AFAQ) wurde innerhalb der AFNOR Group die AFNOR Certification gegründet. AFNOR Certification führt weltweit Zertifizierungen von Managementsystemen durch, u. a. nach ISO 9001, ISO 14001, ISO 50001 sowie den Branchenqualitätsmanagementstandards IATF 16949, IRIS und EN 9100.
Deutscher Vertreter von AFNOR Certification ist die in Berlin ansässige GUT Certifizierungsgesellschaft für Managementsysteme mbH.